# Euphrasia brevipila
Euphrasia brevipila är en snyltrotsväxtart som beskrevs av Burn. et Gremli. Euphrasia brevipila ingår i släktet ögontröster, och familjen snyltrotsväxter. Inga underarter finns listade i Catalogue of Life.

## Bildgalleri

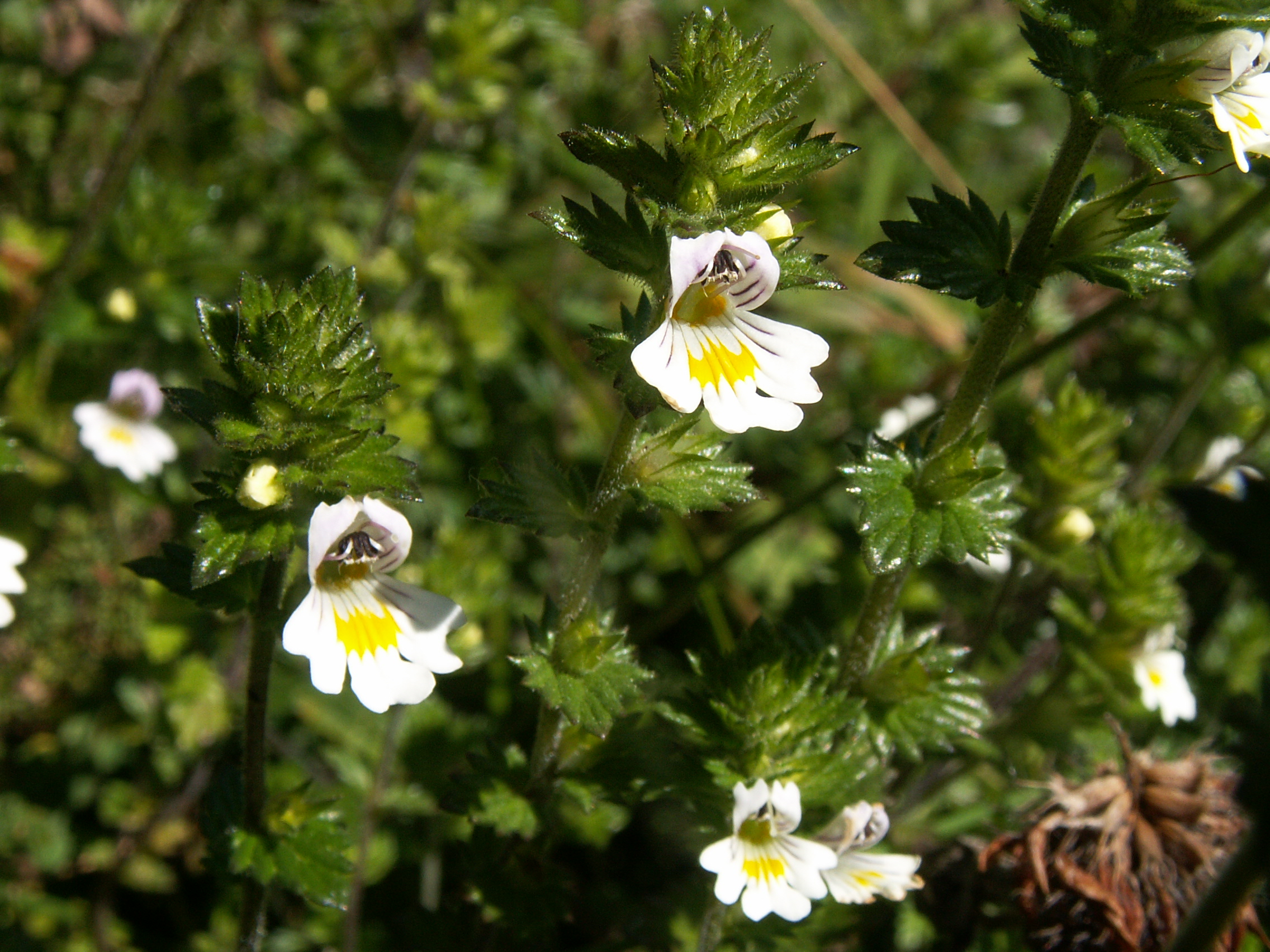